# José Luis Real
José Luis Real Casillas (* 6. Juni 1952 in Guadalajara, Jalisco), auch bekannt unter dem Spitznamen el Güero, ist ein ehemaliger mexikanischer Fußballspieler, der vorwiegend im Mittelfeld agierte. Er spielte für die beiden großen Stadtrivalen seiner Heimatstadt; in den 1970er Jahren für den Club Deportivo Guadalajara und in der ersten Hälfte der 1980er Jahre für den Club Atlas Guadalajara. 
Nach seiner aktiven Laufbahn begann Real eine Tätigkeit als Fußballtrainer. Seinen ersten Posten als Cheftrainer bekleidete er in der Saison 2004/05 für 12 Spiele (2 Siege, 4 Remis und 6 Niederlagen) bei den Dorados de Sinaloa war. Anschließend arbeitete José Luis Real im Nachwuchsbereich und zeitweise auch als Cheftrainer der ersten Mannschaft bei seinem langjährigen Verein Club Deportivo Guadalajara sowie 2013 auch bei deren Ableger CD Chivas USA. Zuletzt (2019) war er bei Deportivo Toluca tätig. 